# Лук приятный
Лук приятный (лат. Allium jucundum) — многолетнее травянистое растение, вид рода Лук (Allium) семейства Луковые (Alliaceae).

## Распространение и экология
В природе ареал вида охватывает Тянь-Шань. Эндемик.
Произрастает на скалах

## Ботаническое описание
Луковицы цилиндрически-конические, диаметром 0,5 — 1 см, с бурыми, почти кожистыми, цельнмми оболочками, прикреплены по нескольку к короткому корневищу. Стебель высотой 10—15 см, при основании одетый гладкими влагалищами листьев.
Листья в числе 2—3, узколинейные, шириной 1—1,5 мм, плоские, гладкие, почти равные стеблю.
Чехол остающийся, немного короче зонтика, неокрашенный, без носика. Зонтик полушаровидный, немногоцветковый, рыхлый. Листочки колокольчатого околоцветника пурпурные с более тёмной жилкой, длиной около 5 мм, продолговатые, туповатые, почти равные. Нити тычинок на четверть или в половину длиннее листочков околоцветника, при самом основании между собой и с околоцветником сросшиеся, пурпурные, шиловидные, цельные, равные. Столбик выдается из околоцветника.

## Таксономия
Вид Лук приятный входит в род Лук (Allium) семейства Луковые (Alliaceae) порядка Спаржецветные (Asparagales).
|  |                                      |  |                                                             |                                                             |                   |  | ещё 24 семейства (согласно Системе APG II) | ещё 24 семейства (согласно Системе APG II) |                     |  |  |  | ещё более 870 видов |
|  |                                      |  |                                                             |                                                             |                   |  | ещё 24 семейства (согласно Системе APG II) | ещё 24 семейства (согласно Системе APG II) |                     |  |  |  | ещё более 870 видов |
|  |                                      |  |                                                             | порядок Спаржецветные                                       |                   |  |                                            |                                            | род Лук             |  |  |  |                     |
|  |                                      |  |                                                             | порядок Спаржецветные                                       |                   |  |                                            |                                            | род Лук             |  |  |  |                     |
|  | отдел Цветковые, или Покрытосеменные |  |                                                             |                                                             | семейство Луковые |  |                                            |                                            | вид Лук приятный    |  |  |  |                     |
|  | отдел Цветковые, или Покрытосеменные |  |                                                             |                                                             | семейство Луковые |  |                                            |                                            |                     |  |  |  |                     |
|  |                                      |  | ещё 44 порядка цветковых растений (согласно Системе APG II) | ещё 44 порядка цветковых растений (согласно Системе APG II) |                   |  |                                            | ещё около 300 родов                        | ещё около 300 родов |  |  |  |                     |
|  |                                      |  |                                                             | ещё 44 порядка цветковых растений (согласно Системе APG II) |                   |  |                                            |                                            | ещё около 300 родов |  |  |  |                     |